# Пуговкино
Пуговкино — деревня в Старорусском районе Новгородской области в составе Наговского сельского поселения.

## География
Находится в южной части Новгородской области на расстоянии приблизительно 6 км на запад-юго-запад по прямой от железнодорожного вокзала города Старая Русса.

## История
На карте 1847 года уже была обозначена.В 1908 году здесь (деревня в Старорусском уезде Новгородской губернии) было учтено 15 дворов.

## Население
Численность населения: 97 человек (1908 год), 13 (русские 100 %) в 2002 году, 10 в 2010.